# アルプス (自転車メーカー)
スポーツサイクルアルプスは東京都千代田区内神田にあった自転車店。商号はアルプス自転車工業株式会社。
ランドナーやパスハンターなどのツーリング車を得意とし、受注生産のみの販売を行っていた。
国産のツーリング車の多くに採用された、ハンドルとフロントフォークを外す輪行の方式「アルプス式輪行」は、同社の萩原慎一が開発したものである。
2006年11月27日、閉店告知がなされ、2007年1月28日をもって閉店した。